# Ga Hitachino-Ushiku
Ga Hitachino-Ushiku (ひたち野うしく駅 (Thần Lập Dịch) Hitachino-Ushiku-eki) là ga đường sắt nằm ở Ushiku, Ibaraki, Nhật Bản, được quản lý bởi Công ty Đường sắt Đông Nhật Bản (JR East).

## Lịch sử
Nhà ga mở cửa vào 14 tháng 3 năm 1998.

## Bố trí ga

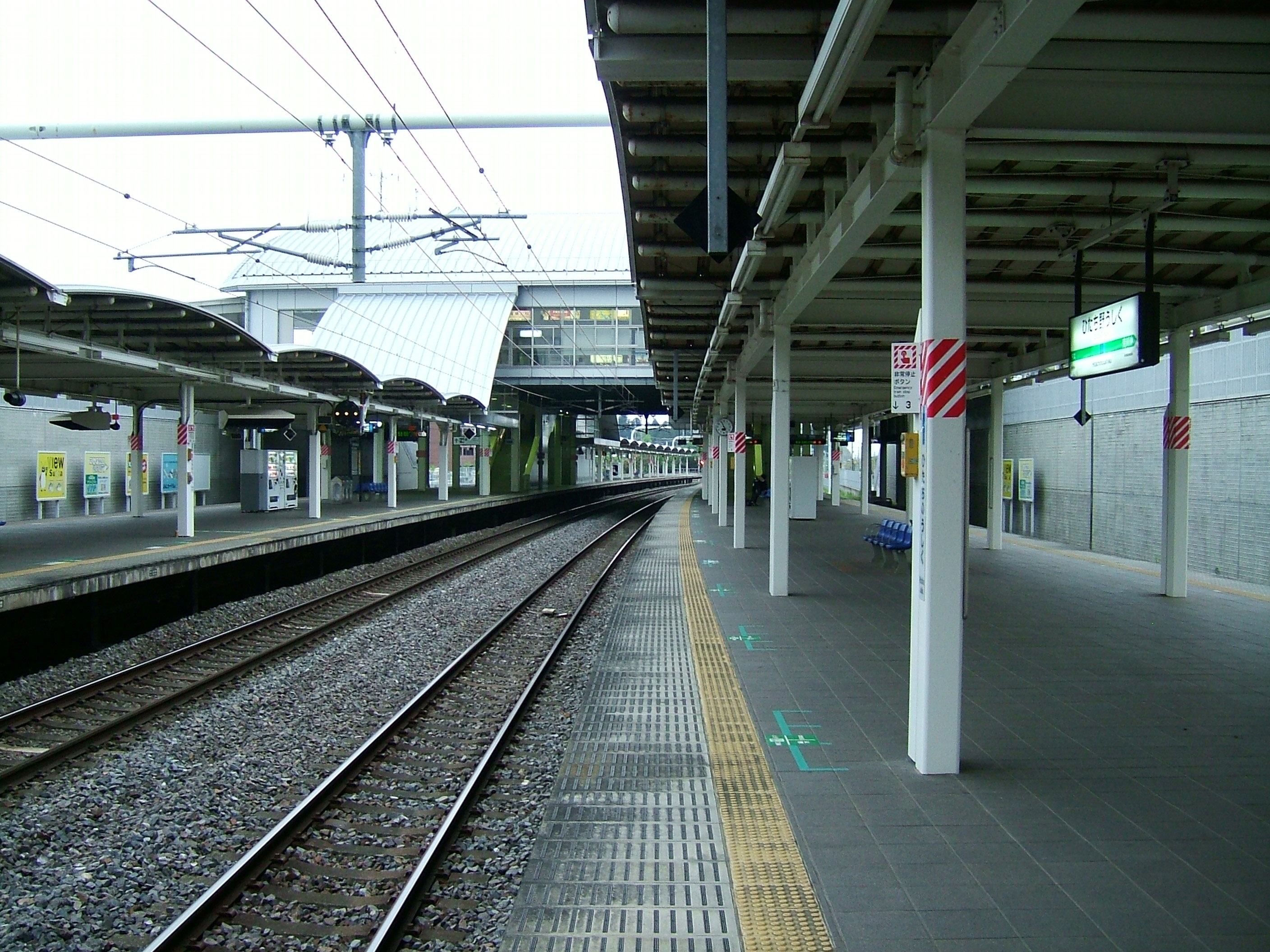
Sân chờ

Ga Hitachino-Ushiku có hai đảo sàn chờ (sàn chờ tách và nằm giữa các đường ray) cho 4 đường ray.

### Sân chờ
| 1・2 | ■ Tuyến Joban | đi Abiko, Ueno, Tokyo và Shinagawa |
| 3・4 | ■ Tuyến Joban | đi Tsuchiura và Mito               |

## Vùng chung quanh
- Seiyu  (ja)
- WonderGOO (ja)
- Homac (ja)
- Công viên Ushiku Undou (ja)
- York Benimaru (ja)
- Quốc lộ 6 (ja)

## Trạm kế
| «                    | «           | Dịch vụ     | »           | »           |
| Tuyến Joban          | Tuyến Joban | Tuyến Joban | Tuyến Joban | Tuyến Joban |
| -------------------- | ----------- | ----------- | ----------- | ----------- |
| Ushiku               |             | Địa phương  |             | Arakawaoki  |
| Tốc hành: không dừng |             |             |             |             |

## Liên kết
- JR East Ga Hitachino-Ushiku (tiếng Nhật)